# Traité du gouvernement civil

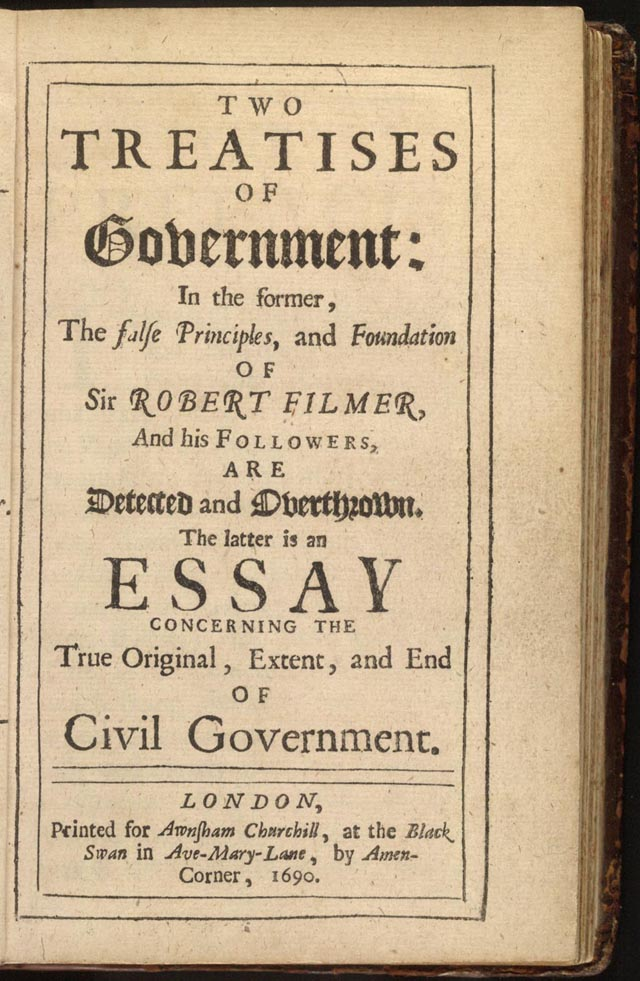

Le Traité du gouvernement civil (Two Treatises of Government en anglais) est un essai philosophique rédigé par le philosophe anglais John Locke, publié en 1690, consacré à l’origine, à la légitimité et aux problèmes posés par tout gouvernement politique.

## Structure
Comme l’indique son titre original en anglais, le Traité du gouvernement civil est en réalité composé de deux traités distincts, publiés à titre anonyme. Le premier a pour objet de « mettre en évidence et de renverser les faux principes, et les fondements de Sir Robert Filmer et de ses disciples ». Le second, beaucoup plus célèbre, « est un essai concernant les véritables origines, ampleur et fin du gouvernement civil ».

## Premier Traité
(Traduction de la page anglaise)
Le Premier Traité est une attaque en règle contre Sir Robert Filmer. Locke aborde la discussion selon deux aspects: il réduit à néant l'appui des Écritures à la thèse de Filmer, et montre que l'acceptation de cette thèse ne peut que conduire à une absurdité. Locke a choisi Filmer comme cible à cause, dit-il, de sa réputation et qu'il « porte cet Argument [jure divino] le plus loin, et est supposé l'avoir amené à sa perfection » (1er Traité, §5).
Filmer a argumenté en faveur d'un droit divin, héréditaire, absolutiste et monarchique. Adam possédait un pouvoir illimité sur ses enfants en tant que père, et cette autorité s'est transmise d'une génération à l'autre. Locke attaque ceci sous différents angles. Accepter que la paternité donne autorité, argumente-t-il, ceci se produirait seulement par l'acte d'engendrer, et donc ne peut pas être transmis à ses propres enfants. Ni le pouvoir d'un père sur ses enfants est absolu, comme l'affirme Filmer (ceci est repris dans le Second Traité). Finalement, quel que soit le pouvoir que le fait d'engendrer confère, il serait partagé avec la mère. Ce dernier argument a amené des féministes contemporaines à étudier le Premier Traité.
Filmer a aussi suggéré que le pouvoir absolu d'Adam lui venait du fait qu'il avait la possession du monde entier. À ceci, Locke oppose qu'à l'origine le monde était en propriété commune (dans les deux Traités). Mais, même dans le cas contraire, Dieu n'a accordé qu'un droit sur la terre et les animaux, mais pas sur les êtres humains. Ni Adam, ou ses héritiers, ne peuvent utiliser ce droit pour soumettre à l'esclavage l'humanité, car la loi de la nature interdit de réduire son prochain à un état de désespoir, si l'on possède un excédent suffisant pour se maintenir en sécurité. Et même si ceci n'était pas commandé par la raison, poursuit Locke, une telle stratégie pour la domination prouverait seulement que le fondement du gouvernement réside dans le consentement.
Dans tout le Premier Traité, Locke suggère que la doctrine de jure divino détruira n'importe quel gouvernement. Le dernier chapitre pose la question, « Quel héritier ? » Si Filmer a raison, il devrait y avoir un seul roi légitime dans le monde entier, à savoir l'héritier d'Adam. Ceci relèverait les membres de chaque communauté de leurs obligations envers leurs dirigeants, ce qui conduirait à l'anarchie, si cela était pris sérieusement. Et comme nous ne connaissons pas le véritable héritier d'Adam et ne pouvons le trouver, tous les gouvernements sont dans cette position. Filmer doit donc dire que les hommes sont liés par devoir à obéir à leurs dirigeants actuels. Locke déclare sur ce point:

« Je pense qu'il est le premier Politicien qui, prétendant établir le Gouvernement sur son Fondement vrai, ainsi qu'établir le Trône des Princes légitimes, ait jamais dit au Monde qu'était véritablement Roi celui dont la Manière de Gouverner était par le Pouvoir Suprême, par quelque Moyen qu'il l'ait obtenu; ce qui en bon Anglais revient à dire qu'à celui qui parvient à s'en saisir, par quelque Moyen que ce soit, le Pouvoir Royal et Suprême est justement et véritablement sien ; et s'il en est ainsi de celui qui est justement Roi, je me demande comment il put en venir à penser à un usurpateur, et où il le trouvera. »

— John Locke ,  1er Traité, §79 
Locke conclut le Premier Traité par l'examen de l'histoire racontée dans la Bible et de l'histoire du monde depuis lors, et note qu'il n'y a aucune preuve qui supporte l'hypothèse de Filmer. Aucun roi n'a jamais proclamé que son autorité repose sur le fait d'être l'héritier d'Adam. C'est Filmer, prétend Locke, qui innove en politique, et non ceux qui déclarent l'égalité naturelle et la liberté de l'homme.

## Deuxième traité
Le Deuxième traité du gouvernement civil contient des considérations philosophiques sur la propriété. Pour Locke, la propriété est un droit naturel qui tire sa légitimité du travail :
« La même loi de nature qui nous donne la propriété de cette manière [c’est-à-dire par le travail] lui impose des limites. Dieu a donné toutes choses en abondance. [...] Tout ce qu'un homme peut utiliser de manière à en retirer quelque avantage quelconque pour son existence sans gaspiller, voilà ce que son travail peut marquer du sceau de la propriété. Tout ce qui va au-delà excède sa part et appartient à d'autres ».
Cette légitimité n'est pas sans condition. Pour Locke, il y a des limites à l'appropriation humaine de la nature. En particulier, il souligne l'interdiction de se détruire ou de détruire les créatures possédées sauf fin plus noble, l'interdiction de détruire le milieu où le propriétaire subsiste, et le devoir de veiller à l'humanité lorsqu'il est question de sa conservation.
Cependant, pour Locke, l'homme ne s'approprie qu'une petite partie des ressources naturelles, et l'industrie humaine ne peut pas menacer l'intégrité de la nature :
« Nul autre ne pouvait être lésé par celui qui s'appropriait ainsi une parcelle quelconque de terre en l'améliorant, car il en restait assez, et d'une qualité aussi bonne, et même plus que ne pouvaient en utiliser les individus qui n'en étaient pas encore pourvus. Si bien qu'en réalité, le bornage que l'un effectuait à son profit ne réduisait jamais la part des autres. »

## Pensée
Dans la lignée de Thomas Hobbes et avant Jean-Jacques Rousseau, John Locke consacre pleinement la notion d’un contrat social passé entre les hommes, qui a la faculté de faire passer une société donnée de l’état de nature à l’état de civilisation. Contrairement à Rousseau, Locke envisage l’état de nature non pas comme une simple hypothèse de travail mais comme un véritable fait historique : l’auteur en veut pour preuve que l’état de nature persistait encore de son temps, non seulement chez certaines peuplades particulièrement primitives mais aussi dans la conduite des relations entre États, qui n’obéissent à aucune règle.
Contrairement à Hobbes, Locke distingue l'état de nature et l'état de guerre. L'état de nature constitue un état de paix par excellence. Il est en effet limité par la loi naturelle et oblige ainsi l'homme à se conserver non seulement lui-même, mais également, l'ensemble de l'humanité. L'état de nature reste toutefois un état d'insécurité, car tout le monde y est à la fois juge et bourreau. Les hommes qui enfreignent cette loi, entrent ainsi dans un état de guerre, d'inimitié, et entrainent avec eux leur victime. Cette insécurité dans l'état de nature a poussé les hommes à former des sociétés civiles.
Cette même raison fonde le droit de chacun à protéger sa propre liberté et, le cas échéant, à punir tout violateur de cette règle. C’est pour assurer l’efficacité de la punition, et par conséquent l’efficacité de la protection, que les hommes, naturellement égoïstes, se constituent en États par un contrat social.
Locke achève son traité en suggérant un régime politique idéal, fortement inspiré du modèle britannique : le pouvoir législatif, considéré comme le plus important, doit être l’apanage d’un Parlement organisé en un ou plusieurs corps législatifs et représentant les intérêts des citoyens. Le pouvoir exécutif, simple délégué du Parlement, doit assurer l’exécution de ses décisions, et serait selon Locke le mieux assuré par un monarque héréditaire.
Ces considérations de philosophie politique reviennent à corroborer et justifier les réformes engagées par Guillaume III d'Angleterre à la suite de son arrivée sur le trône en 1688, après la Glorieuse Révolution.

## Postérité

### Traductions
Le premier traducteur du second Traité en langue française est David Mazel, un théologien protestant, en 1691. Cette traduction a mécontenté John Locke car David Mazel maîtrise mal l'anglais selon lui. Locke veut retraduire le texte avec Pierre Coste mais ce projet n'aboutit pas.

### Influence sur le processus d'indépendance des États-Unis
Le Traité du gouvernement civil inspira notamment l'esprit libéral de la Déclaration d'indépendance des États-Unis, au point d'y trouver des phrases similaires :
« Mais si une longue suite d'abus, de prévarications et d'artifices, qui tendent à une même fin, donnent à entendre manifestement au peuple, et lui font sentir qu'on a formé des desseins funestes contre lui, et qu'il est exposé aux plus grands dangers; alors il ne faut point s'étonner s'il se soulève » (J.Locke, Traité du Gouvernement Civil, 225.)
« Mais lorsqu'une longue suite d'abus et d'usurpations, tendant invariablement au même but, marque le dessein de les soumettre au despotisme absolu, il est de leur droit, il est de leur devoir de rejeter un tel gouvernement et de pourvoir, par de nouvelles sauvegardes, à leur sécurité future. » (Déclaration unanime des treize États-Unis d'Amérique réunis en Congrès le 4 juillet 1776 à Philadelphie, paragraphe 2)

### Caractère actuel des problématiques traitées
Pour Fabrice Flipo, la crise environnementale actuelle remet sur le devant de la scène les hypothèses sur lesquelles s'appuyait John Locke pour formuler sa théorie du droit naturel, notamment ce qui concerne le droit de propriété. John Locke a bien conscience des limitations naturelles, mais il ne les théorise pas, simplement parce qu'à son époque cet aspect ne faisait pas problème [réf. nécessaire]. Il veut donc penser l’artifice, mais pour justifier l’arrachement à la tradition, cléricale et féodale, et non à la nature.